# Эдельман, Скотт
Скотт Э́дельман (англ. Scott Edelman; род. 31 марта 1955 года) — американский писатель в жанрах хоррора, фэнтези и научной фантастики, а также редактор нескольких журналов и сценарист.

## Творчество
Перу Скотта Эдельмана принадлежат несколько десятков рассказов, опубликованных в различных журналах и антологиях (преимущественно тематических). Львиная доля произведений писателя относится к жанру хоррор и посвящены зомби. Как правило, в его работах апокалиптические картины нашествия оживших мертвецов сочетаются со сложной общественной и философской проблематикой, что явно выделяет их из общей массы рассказов о зомби. За эти произведения писатель трижды номинировался на премию Брэма Стокера (правда, всё же не получив её).
Кроме того, Скотт Эдельман — автор пятиактной пьесы «Чума на оба ваши дома», стилизованной под классическую трагедию Шекспира и также посвящённой зомби.
Несмотря на явное тяготение автора к ужасам, отдельные его рассказы написаны в жанрах фэнтези и научной фантастики.
Удостоен премии «Лямбда» за рассказ «Подарок».

## Редакторская деятельность
В настоящее время Скотт Эдельман является главным редактором журналов Science Fiction Weekly и SCI FI Magazine.
С 1992 по 2000 год он редактировал также журнал Science Fiction Age, а в 1983—1986 — им же основанный фэнзин Last Wave, в котором в числе прочих авторов публиковались Томас Диш и Иэн Уотсон.

## Сценарии
Скотт Эдельман работал для телевидения, написав сценарии для нескольких эпизодов сериала «Сказки тёмной стороны».

## Комиксы
В 1970-х годах Эдельман также работал над комиксами в жанре хоррор сразу для нескольких издательств.